# الدوري الألماني الشرقي 1972–73
الدوري الألماني الشرقي 1972–73 هو الموسم 26 من الدوري الألماني الشرقي. أقيم خلال الفترة 16 سبتمبر 1972 وحتى 23 يونيو 1973، وأشرف على تنظيمه الاتحاد الأوروبي لكرة القدم، وكان عدد الأندية المشاركة فيه 14، وفاز فيه دينامو دريسدن.